# ドミニク・オブライエン

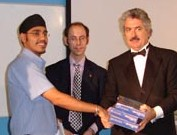
ドミニク・オブライエン（2006年、右）

ドミニク・オブライエン（Dominic O'Brien、1957年8月10日 - ）は、イギリスの作家、記憶術者。

## 人物
彼は生まれつき記憶力が悪く、成績も悪かったため16歳のときに学校を中退したという。その後1987年、30歳だったときに記憶術者クレイトン・カルヴェロがトランプ52枚（=1パック）を3分間以内で丸暗記するというパフォーマンスを披露したテレビ番組を見たことをきっかけにして、記憶術の研究を始め、記憶に関する本をいくつも出版するようになった。
彼は34歳だった1991年にロンドンで開催された世界記憶力選手権（World Memory Championships）の第1回大会に出場し、7人（その中にはクレイトン・カルヴェロも含まれていた）中1位で優勝。その後も1993年の第2回、1995年の第4回、1996年の第5回、1997年の第6回、1999年の第8回、2000年の第9回、2001年の第10回と8回の優勝を達成した。
| 年月日         | 年齢 | 出来事                             |
| -------------- | ---- | ---------------------------------- |
| 1957年8月10日  | 0歳  | イギリス生まれ                     |
| 1987年         | 30歳 | 記憶力トレーニング開始             |
| 1989年         | 32歳 | 世界記録達成 6組のトランプ記憶     |
| 1989年6月11日  | 32歳 | 世界記録達成 25組のトランプ記憶    |
| 1990年7月22日  | 33歳 | 世界記録達成 35組のトランプ記憶    |
| 1991年10月26日 | 34歳 | 世界記憶力選手権優勝（1回目）      |
| 1993年8月8日   | 35歳 | 世界記憶力選手権優勝（2回目）      |
| 1995年8月6日   | 37歳 | 世界記憶力選手権優勝（3回目）      |
| 1996年8月4日   | 38歳 | 世界記憶力選手権優勝（4回目）      |
| 1997年8月23日  | 40歳 | 世界記憶力選手権優勝（5回目）      |
| 1999年8月27日  | 42歳 | 世界記憶力選手権優勝（6回目）      |
| 2000年8月22日  | 43歳 | 世界記憶力選手権優勝（7回目）      |
| 2001年8月26日  | 44歳 | 世界記憶力選手権優勝（8回目）      |
| 2002年5月1日   | 44歳 | 世界記録達成 54組のトランプ記憶    |
| 2010年         | 53歳 | 世界記憶競技評議会の事務局長に就任 |

## 出典

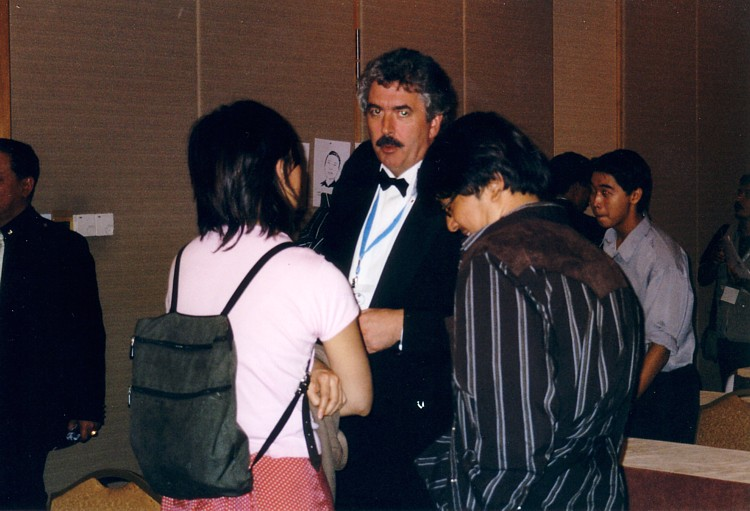
ドミニク・オブライエン（2006年）